# Алексанич Олег Іванович
Оле́г Іва́нович Алекса́нич (нар. 29 травня 1993, Вишневе, Дніпропетровська обл. — пом. 29 серпня 2014, Новокатеринівка, Донецька обл.) — сержант Збройних сил України, учасник російсько-української війни.

## Короткий життєпис
Народився 1993 року в селі Вишневе (Широківський район, Дніпропетровська область). Виростав з молодшим братом.
З початком захоплення Криму російськими військами пішов на контрактну службу. Командир бойової машини — командир відділення, 17-та окрема танкова бригада.
Зник безвісти після обстрілу під час прориву з оточення під Іловайськом на дорозі поблизу села Новокатеринівка (Старобешівський район). 2 вересня тіло Олега разом з тілами 87 інших загиблих в Іловайському котлі привезено до запорізького моргу.
Упізнаний за експертизою ДНК серед похованих на Кушугумському цвинтарі, визнаний загиблим слідчими органами, про що складено відповідну постанову. Однак, на думку батьків, експертиза з ідентифікації не є вичерпною, тому вони не вважають, що загиблий — їх син.
Залишилися батьки та молодший брат Олександр, який також уклав контракт на військову службу та воював у зоні бойових дій.
31 січня 2019 року перепохований в селі Широка Дача (Широківський район, Дніпропетровська область).

## Нагороди та вшанування
За особисту мужність і самовіддані дії, виявлені у захисті державного суверенітету та територіальної цілісності України, відзначений — нагороджений
- 27 серпня 2020 року — орденом «За мужність» III ступеня (посмертно)[1]
- Його портрет розміщений на меморіалі «Стіна пам'яті полеглих за Україну» у Києві: секція 3, ряд 6, місце 18
- Вшановується 29 серпня на щоденному ранковому церемоніалі вшанування українських захисників, які загинули цього дня у різні роки внаслідок російської збройної агресії[2]